# Бігуняк Володимир Васильович
Володимир Васильович Бігуняк (нар. 10 квітня 1943, с. Баниця Краківського воєводства, Польща) — український вчений-комбустіолог, педагог. Професор (1995). Доктор медичних наук (1996). Заслужений діяч науки і техніки України (2008).
Державна премія України в галузі науки і техніки (2002). Почесний громадянин м. Тернопіль (2003).

## Життєпис

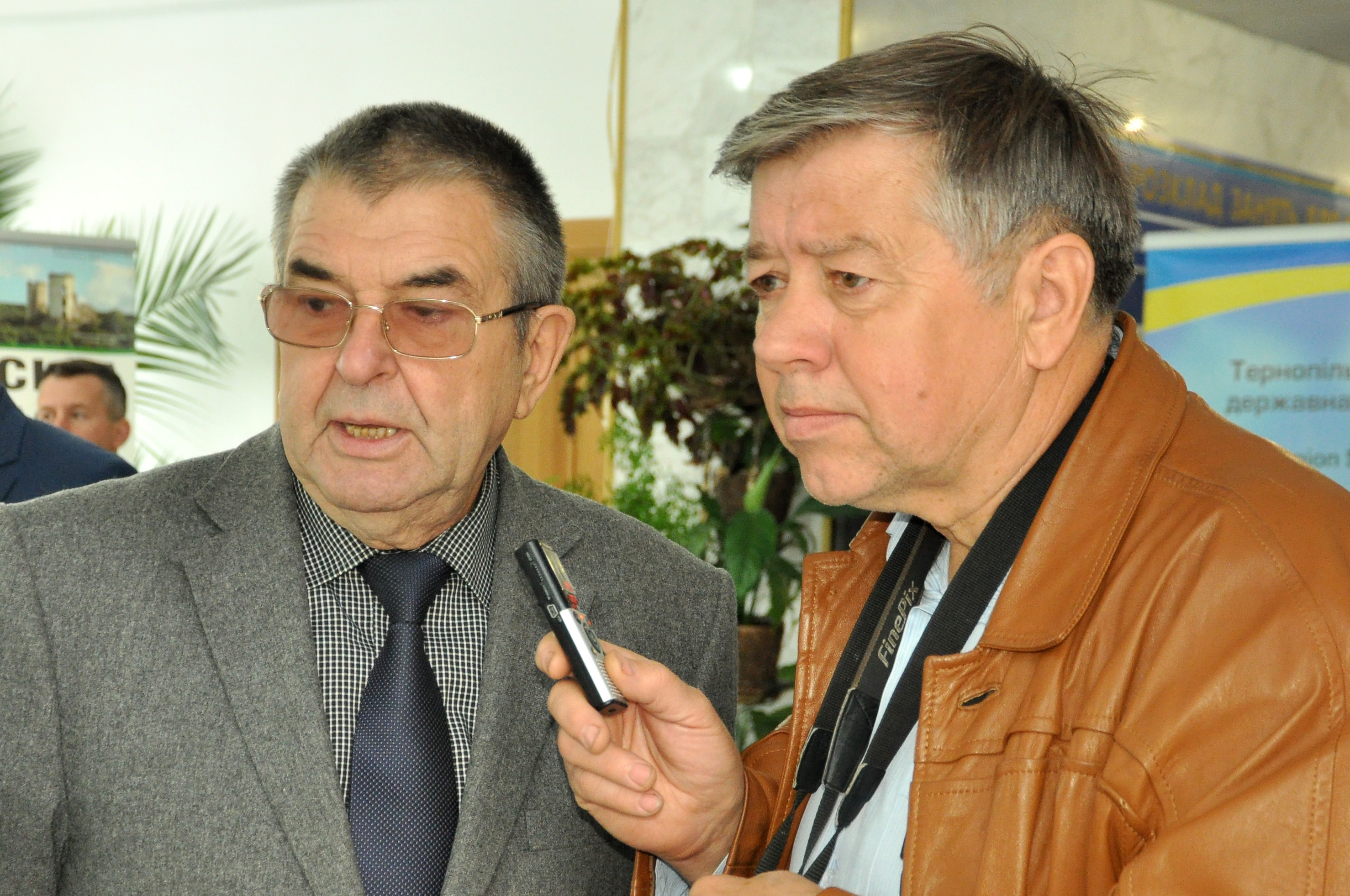
Олег Снітовський (справа) бере інтерв'ю у Володимира Бігуняка.

Закінчив Тернопільський медичний інститут (1966, нині Тернопільський державний медичний університет імені І. Я. Горбачевського). Працював у Бучацькій районній лікарні, від 1970 — у Тернопільській міській лікарні № 1. 1976 організував обласний опіковий відділ, який очолював до 1995.
Від 1992 — в ТДМУ: викладач, професор кафедри травматології та ортопедії з курсом комбустіології, від 1997 — проректор з лікувальної роботи.

## Наукова робота
Наукові розробки стосуються нових методів визначення глибини опіків, можливості їх корекції та лікування, токсичності сироватки крові, кріоконсервування та ліофілізації ксенодермотрансплантатів.
Розробив методику виготовлення і використання замінників шкіри для місцевого лікування опікових ран. Організував єдиний у СНД банк ліофілізованих ксенодермотрансплантантів (МП «Комбустіолог»), який забезпечує замінниками шкіри опікові відділи України.